# 长沙 (恒星)
长沙（乌鸦座ζ，乌鸦座5），是乌鸦座的一颗恒星，视星等5.20。其J2000.0坐标为赤經12h 20m 33.6s，赤緯-22° 12′ 57.2″。

## 历史
轸宿在古代被认为是楚的分野，其星多与楚地城池对应。位于轸宿的长沙星在各种古籍中被提及，如《晋书·天文志上》：“长沙一星，在轸之中，主寿命。”《丹元子步天歌》：“(轸)四星似张翼相近，中央一个长沙子。”